# Binukid jezik
Binukid jezik (ISO 639-3: bkd; binokid, binukid manobo, bukidnon), sjevernomanobski jezik šire velikocentralnofilipinske skupine, austronezijska porodica, kojim govori oko 100 000 ljudi (1987 SIL) na sjevernom središnjem dijelu filipinskog otoka Mindanao u provincijama Agusan del Sur, južni Bukidnon i sjevernoistočni Cotabato.
Srodan je jeziku higaonon [mba] jezik| [mba]; latinično pismo.

## Vanjske poveznice
- Ethnologue (14th)
- Ethnologue (15th)